# جيمس يونغ (سياسي أمريكي، مواليد 1800)
جيمس يونغ (بالإنجليزية: James Young)‏ هو سياسي أمريكي، ولد في 11 مايو 1800 في مقاطعة هوكينز في الولايات المتحدة، وتوفي في 9 فبراير 1878 في لكسينغتون في الولايات المتحدة. نشط حزبياً في الحزب الديمقراطي. وقد انتخب عضو مجلس نواب تينيسي.